# Веселинка
Веселинка је старо словенско женско лично име. Води порекло од речи „весеље“, а у Србији је изведено од имена Веселин. У Хрватској је ово име изведено од имена Веселина и много је присутније међу Србима него међу другим народима и током двадесетог века је било популарно све до седамдесетих година, нарочито у Ердуту, Осијеку и Вуковару. У Словенији је ово изведено име од имена Веселка и у овој земљи је 2007. било на 1.195. месту по популарности.